# Cephalogale
Cephalogale je vyhynulý rod medvědovitých šelem z podčeledi Hemicyoninae, které obývaly v období oligocénu a spodního miocénu Severní Ameriku a Evropu. Žili v době před zhruba 28,4 až 20 miliony let. Než došlo k rozhodnutí, že se jedná o blízké předky podčeledi Hemicyoninae, byl rod Cephalogale považován za vývojového předchůdce všech medvědovitých šelem.

## Kosterní nálezy
- Dětaň, Česko – stáří asi 33,9—28,4 milionů let
- Cetina de Aragon, Španělsko – stáří asi 22,4—20 milionů let
- Standing Rock Quarry, okres Sandoval, Nové Mexiko, USA – stáří asi 24,8—20,6 milionů let
- Agate Springs Quarries, okres Sioux, Nebraska, USA – stáří asi 23–5,3 milionů let
- Hemingford Quarry 12D, okres Box Butte, Nebraska, USA – stáří asi 20,6—16,3 milionů let